# 8338 Ralhan
8338 Ralhan (tên chỉ định: 1985 FE3) là một tiểu hành tinh vành đai chính. Nó được phát hiện ở Brorfelde Observatory gần Holbæk, Denmark, ngày 27 tháng 3 năm 1985. Nó được đặt theo tên Philip Ralhan Bidstrup, a Danish physicist.